# Thienpont (stokerij)
Thienpont was een jeneverstokerij te Balegem.

## Geschiedenis
Gesticht als landbouwstokerij door Karel Lodewijk Thienpont in 1898 en gelegen op de wijk den Broek te Balegem.  Charles-Louis (Karel) werd geboren te Balegem op 20 april 1853 en overleed onverwacht in 1922. Gedurende zijn leven was hij burgemeester te Balegem, voorzitter van de kerkraad en lid van diverse broederschappen.                                                                                                                                                   Er werd hoofdzakelijk in de winter gestookt, minder in de zomer. Men gebruikte rogge en mout, soms aangevuld met maïsmeel. Na distillatie verkreeg men alcohol van 50°, die verder aangelengd werd met water tot 30° of 40°.                                                                                                                      Na de Eerste Wereldoorlog werd de productie niet meer opgestart. Een deel van de stookkolom, verstopt gedurende de oorlogsjaren onder de grond, is wel terug in gebruik genomen bij de stokerij Van Damme, eveneens uit Balegem.